# Claudio Arrau
Claudio Arrau León (n. 6 februarie 1903, Chillán, Chile – d. 9 iunie 1991, Mürzzuschlag, Stiria, Austria) a fost un pianist chilian de renume internațional, apreciat pentru interpretarea profundă a unui repertoriu vast de la muzica barocă la compozitorii secolului al XX-lea. Este considerat unul dintre cei mai mari pianiști ai secolului XX.